# Lijst van voetbalinterlands Colombia - Zwitserland
Deze lijst van voetbalinterlands is een overzicht van alle officiële voetbalwedstrijden tussen de nationale teams van Colombia en Zwitserland. De landen speelden tot op heden vier keer tegen elkaar. Het eerste duel, een vriendschappelijke wedstrijd, werd gespeeld in Bogota op 1 februari 1985. De laatste ontmoeting, eveneens een vriendschappelijke wedstrijd, vond plaats op 25 maart 2007 in Miami (Verenigde Staten).

## Wedstrijden
| № | Plaats        | Datum           | Competitie        | Wedstrijd              | Uitslag |
| - | ------------- | --------------- | ----------------- | ---------------------- | ------- |
| 1 | Bogota        | 1 februari 1985 | Vriendschappelijk | Colombia – Zwitserland | 2 – 2   |
| 2 | Miami         | 3 februari 1991 | Vriendschappelijk | Colombia – Zwitserland | 2 – 3   |
| 3 | San Francisco | 26 juni 1994    | WK 1994           | Zwitserland – Colombia | 0 – 2   |
| 4 | Miami         | 25 maart 2007   | Vriendschappelijk | Colombia – Zwitserland | 3 – 1   |

## Samenvatting
| Competitie        | Totaal gespeeld | Winst Colombia | Gelijk | Winst Zwitserland | Doelsaldo Colombia – Zwitserland |
| ----------------- | --------------- | -------------- | ------ | ----------------- | -------------------------------- |
| WK-eindronde      | 1               | 1              | 0      | 0                 | 2 − 0                            |
| Vriendschappelijk | 3               | 1              | 1      | 1                 | 7 − 6                            |
| Totaal            | 4               | 2              | 1      | 1                 | 9 − 6                            |

Wedstrijden bepaald door strafschoppen worden, in lijn met de FIFA, als een gelijkspel gerekend.

## Details

### Eerste ontmoeting
De eerste ontmoeting tussen de nationale voetbalploegen van Colombia en Zwitserland vond plaats op 1 februari 1985. Het vriendschappelijke duel, bijgewoond door 30.000 toeschouwers, werd gespeeld in het Estadio El Campín in Bogota, en stond onder leiding van scheidsrechter Jesús Díaz uit Colombia.
| Vriendschappelijk (Bogota, Colombia, 1 februari 1985): |              | |
| Colombia | 2 – 2        | Zwitserland |
| Alex Valderrama 37' Pedro Sarmiento 78' | goals        | 30' Heinz Hermann 56' Marco Schällibaum |
| Gabriel Ochoa Uribe | bondscoach   | Paul Wolfisberg |
| Pedro Zape Luis Norberto Gil Luis Rafael Reyes Manuel Cordoba Alonso Lopez German Morales 76' Pedro Sarmiento Hernán Dario Herrera Victor Espinosa Arnoldo Iguarán Alex Valderrama | opstellingen | Karl Engel Roger Wehrli Marco Schällibaum Beat Rietmann Charly In-Albon Alain Geiger Michel Decastel Heinz Hermann Georges Bregy Manfred Braschler Jean-Paul Brigger |
| Alfredo Ferrer 76' | wissels      | |

### Tweede ontmoeting
De tweede ontmoeting tussen de nationale voetbalploegen van Colombia en Zwitserland vond plaats op 3 februari 1991. Het vriendschappelijke duel, bijgewoond door 5.107 toeschouwers, werd gespeeld in de Miami Orange Bowl in Miami, en stond onder leiding van scheidsrechter Raul Dominguez uit de Verenigde Staten. Bij Zwitserland maakte middenvelder Jean-Michel Aeby (Lausanne Sport) zijn debuut voor de nationale ploeg. Colombia stuurde drie debutanten het veld in: Níver Arboleda, Hugo Galeano en Justino Sinisterra.
| Vriendschappelijk (Miami, Verenigde Staten, 3 februari 1991): |              | |
| Zwitserland | 3 – 2        | Colombia |
| Marcel Koller 43' Beat Sutter 57' Beat Sutter 76' | goals        | 28' Antony de Ávila 38' Freddy Rincón |
| Ulrich Stielike | bondscoach   | Luis Augusto García |
| Philipp Walker 46' Marc Hottiger 46' Dominique Herr André Egli Herbert Baumann 46' Marcel Koller Alain Geiger 46' Jean-Michel Aeby Heinz Hermann Beat Sutter 77' Adrian Knup | opstellingen | René Higuita 66' Wilson Pérez Luis Perea Alexis Mendoza Gildardo Gómez 73' Alexis García Eduardo Pimentel José Ricardo Pérez Freddy Rincón 73' Antony de Ávila 66' Sergio Angulo |
| Stefan Huber 46' Blaise Piffaretti 46' Peter Schepull 46' Christophe Bonvin 46' Thomas Bickel 77'                                                                            | wissels      | 66' Hugo Galeano 66' Justino Sinisterra 73' Andrés Escobar 73' Níver Arboleda |

### Derde ontmoeting
| WK 1994 (San Francisco, Verenigde Staten, 26 juni 1994): |              | |
| Zwitserland | 0 – 2        | Colombia |
| | goals        | 44' Hermán Gaviria 90' Harold Lozano |
| Roy Hodgson | bondscoach   | Francisco Maturana |
| Marco Pascolo Marc Hottiger Dominique Herr Alain Geiger Yvan Quentin Christophe Ohrel Ciriaco Sforza Georges Brégy Adrian Knup 81' Alain Sutter 81' Stéphane Chapuisat | opstellingen | Óscar Córdoba Andrés Escobar Luis Fernando Herrera Wilson Pérez Alexis Mendoza Leonel Álvarez Carlos Valderrama 76' Hernán Gaviria Freddy Rincon 63' Adolfo Valencia Faustino Asprilla |
| Néstor Subiat 81' Marco Grassi 81' | wissels      | 63' Antony de Ávila 76' Harold Lozano |
| Adrian Knup 39' Georges Brégy 85' | gele kaarten | 58' Hernán Gaviria 62' Carlos Valderrama 80' Leonel Álvarez |

### Vierde ontmoeting
| Vriendschappelijk (Miami, Verenigde Staten, 25 maart 2007): |              | |
| Colombia | 3 – 1        | Zwitserland |
| Edixon Perea 5' Jhon Viáfara 57' Andrés Chitiva 85' | goals        | 39' (pen.) Alexander Frei |
| Jorge Luis Pinto | bondscoach   | Jakob "Köbi" Kuhn |
| Miguel Ángel Calero Iván Córdoba Aquivaldo Mosquera Luis Perea Javier Arizala Alvaro Domínguez 86' Jhon Viáfara Fabian Vargas 79' David Ferreira 71' Edixon Perea 69' Luis Gabriel Rey 54' | opstellingen | Pascal Zuberbühler 46' Valon Behrami Johan Djourou Philippe Senderos 73' Ludovic Magnin Tranquillo Barnetta Ricardo Cabanas 79' Hakan Yakin 46' Gökhan Inler 46' Alexander Frei 46' Johan Vonlanthen |
| Hugo Rodallega 54' Andrés Chitiva 69' Jaime Castrillón 71' Jorge Banguero 79' Macnelly Torres 86'                                                                                          | wissels      | 46' Stephan Lichtsteiner 46' Christoph Spycher 46' Patrick Müller 46' Marco Streller 73' Alberto Regazzoni 79' David Degen                                                                           |
| Luis Perea 25' Miguel Ángel Calero 38' Iván Córdoba 50' | gele kaarten | 18' Alexander Frei 60' Philippe Senderos 88' Marco Streller |

Colfútbol · A-internationals · Selecties · Statistieken · Bondscoaches · Colombiaans vrouwenelftal · Olympisch elftal · Colombia U20 · Colombia U17
1938 – 1949 ·
1950 – 1959 ·
1960 – 1969 ·
1970 – 1979 ·
1980 – 1989 ·
1990 – 1999 ·
2000 – 2009 ·
2010 – 2019 ·
2020 – 2029
WK 1962 · 
WK 1990 · 
WK 1994 · 
WK 1998 · 
WK 2014 · 
WK 2018
OS 1968 · 
OS 1972 · 
OS 1980 · 
OS 1992 · 
OS 2016
1938 · 
1939 · 1940 · 1941 · 1942 · 1943 · 1944 · 
1946 · 
1947 · 
1948 · 
1949 · 
1950 · 1951 · 1952 · 1953 · 1954 · 1955 · 1956 · 
1957 · 
1958 · 1959 · 1960 · 
1961 · 
1962 · 
1963 · 
1964 · 
1965 · 
1966 · 
1967 · 
1968 · 
1969 · 
1970 · 
1971 · 
1972 · 
1973 · 
1974 · 
1975 · 
1976 · 
1977 · 
1978 · 
1979 · 
1980 · 
1981 · 
1982 · 
1983 · 
1984 · 
1985 · 
1986 · 
1987 · 
1988 · 
1989 · 
1990 ·
1991 · 
1992 · 
1993 · 
1994 · 
1995 · 
1996 · 
1997 · 
1998 · 
1999 · 
2000 · 
2001 · 
2002 · 
2003 · 
2004 · 
2005 · 
2006 · 
2007 · 
2008 · 
2009 · 
2010 · 
2011 · 
2012 · 
2013 · 
2014 · 
2015 · 
2016 · 
2017 ·
2018 ·
2019 ·
2020 ·
2021
Algerije ·
Argentinië ·
Australië ·
Bahrein ·
België ·
Bolivia · 
Brazilië ·
Canada ·
Chili ·
China · 
Costa Rica ·
Cuba ·
DDR ·
Duitsland ·
Ecuador ·
Egypte ·
El Salvador ·
Engeland ·
Finland ·
Frankrijk ·
Griekenland ·
Guatemala · 
Haïti ·
Honduras ·
Hongarije ·
Hongkong ·
Ierland ·
Irak ·
Israël ·
Ivoorkust ·
Jamaica ·
Japan ·
Joegoslavië ·
Jordanië ·
Kameroen ·
Koeweit · 
Liberia · 
Marokko ·
Mexico ·
Montenegro ·
Nederland ·
Nederlandse Antillen ·
Nicaragua ·
Nieuw-Zeeland · 
Nigeria ·
Noord-Ierland ·
Noorwegen ·
Panama ·
Paraguay ·
Peru ·
Polen ·
Puerto Rico ·
Qatar ·
Roemenië ·
Saoedi-Arabië ·
Schotland ·
Senegal ·
Servië ·
Slovenië ·
Slowakije ·
Sovjet-Unie ·
Spanje ·
Trinidad en Tobago ·
Tsjecho-Slowakije ·
Tunesië · 
Turkije · 
Uruguay ·
Venezuela ·
Verenigde Arabische Emiraten · 
Verenigde Staten ·
Zuid-Afrika ·
Zuid-Korea ·
Zweden ·
Zwitserland
Brazilië (2014) ·
Engeland (2018) ·
Griekenland (2014) ·
Ivoorkust (2014) ·
Japan (2014) ·
Japan (2018) ·
Polen (2018) ·
Senegal (2018) ·
Uruguay (2014)
SFV · A-internationals · Selecties · Bondscoaches · Zwitsers vrouwenelftal · Olympisch elftal · Zwitserland U21 · Zwitserland U19 · Zwitserland U18 · Zwitserland U17 · Zwitserland U16 · Vrouwen U17
1905 – 1919 · 
1920 – 1929 · 
1930 – 1939 · 
1940 – 1949 · 
1950 – 1959 · 
1960 – 1969 · 
1970 – 1979 · 
1980 – 1989 · 
1990 – 1999 · 
2000 – 2009 · 
2010 – 2019 · 
2020 – 2029
EK's: 1996 · 
2004 · 
2008 · 
2016 · 
2020 · 
2024
WK's: 1934 · 
1938 · 
1950 · 
1954 · 
1962 · 
1966 · 
1994 · 
2006 · 
2010 · 
2014 · 
2018 · 
2022
OS: 1924 · 
1928 · 
2012
1905 · 
1906 · 1907 · 
1908 · 
1909 · 
1910 · 
1911 · 
1912 · 
1913 · 
1914 · 
1915 · 
1916 · 
1917 · 
1918 · 
1919 · 
1920 · 
1921 · 
1922 · 
1923 · 
1924 · 
1925 · 
1926 · 
1927 · 
1928 · 
1929 · 
1930 · 
1931 · 
1932 · 
1933 · 
1934 · 
1935 · 
1936 · 
1937 · 
1938 · 
1939 · 
1940 · 
1941 · 
1942 · 
1943 · 
1944 · 
1945 · 
1946 · 
1947 · 
1948 · 
1949 · 
1950 · 
1952 ·
1952 · 
1953 · 
1954 · 
1955 · 
1956 · 
1957 · 
1958 · 
1959 · 
1960 · 
1961 · 
1962 · 
1963 · 
1964 · 
1965 · 
1966 · 
1967 · 
1968 · 
1969 · 
1970 · 
1971 · 
1972 · 
1973 · 
1974 · 
1975 · 
1976 · 
1977 ·
1978 · 
1979 · 
1980 · 
1981 · 
1982 · 
1983 · 
1984 · 
1985 · 
1986 · 
1987 · 
1988 · 
1989 · 
1990 ·
1991 · 
1992 · 
1993 · 
1994 ·
1995 · 
1996 · 
1997 · 
1998 · 
1999 · 
2000 · 
2001 · 
2002 · 
2003 · 
2004 · 
2005 · 
2006 · 
2007 · 
2008 · 
2009 · 
2010 · 
2011 · 
2012 · 
2013 ·
2014 ·
2015 ·
2016 ·
2017 ·
2018 ·
2019 ·
2020 ·
2021 ·
2022
Albanië ·
Algerije · 
Andorra · 
Argentinië ·
Australië ·
Azerbeidzjan ·
België ·
Bolivia ·
Bosnië en Herzegovina ·
Brazilië ·
Bulgarije ·
Canada ·
Chili ·
China ·
Colombia ·
Costa Rica ·
Cyprus ·
Denemarken ·
DDR ·
Duitsland ·
Ecuador ·
Egypte ·
Engeland · 
Estland ·
Faeröer ·
Finland ·
Frankrijk ·
Georgië ·
Ghana ·
Gibraltar ·
Griekenland ·
Honduras ·
Hongarije ·
Hongkong ·
Ierland ·
IJsland ·
Israël ·
Italië ·
Ivoorkust ·
Jamaica ·
Japan ·
Joegoslavië ·
Kameroen ·
Kenia ·
Kosovo ·
Kroatië ·
Letland ·
Liechtenstein ·
Litouwen ·
Luxemburg ·
Malta ·
Marokko ·
Mexico ·
Moldavië ·
Montenegro ·
Nederland ·
Nigeria ·
Noord-Ierland ·
Noorwegen ·
Oekraïne ·
Oman ·
Oostenrijk ·
Panama ·
Peru ·
Polen ·
Portugal ·
Qatar ·
Roemenië ·
Rusland ·
Saarland ·
San Marino ·
Schotland ·
Servië ·
Slovenië ·
Slowakije ·
Sovjet-Unie · 
Spanje ·
Togo ·
Tsjechië ·
Tsjecho-Slowakije ·
Tunesië ·
Turkije ·
Uruguay ·
Venezuela ·
VA Emiraten ·
Verenigde Staten ·
Wales ·
Wit-Rusland ·
Zimbabwe ·
Zuid-Korea ·
Zweden
Albanië (2016) ·
Argentinië (2014) ·
Brazilië (2018) ·
Chili (2010) ·
Costa Rica (2018) ·
Ecuador (2014) ·
Frankrijk (2006) ·
Frankrijk (2014) ·
Frankrijk (2016) ·
Frankrijk (2021) ·
Honduras (2010) · 
Honduras (2014) · 
Italië (2021) · 
Oekraïne (2006) ·
Portugal (2008)  · 
Portugal (2022) · 
Roemenië (2016) · 
Servië (2018) ·
Spanje (2010) ·
Spanje (2021) ·
Togo (2006) ·
Tsjechië (2008) ·
Turkije (2008) ·
Turkije (2021) ·
Wales (2021) ·
Zuid-Korea (2006) ·
Zweden (2018)